# Amsterdamsche Football Club Ajax 1996-1997
Questa voce raccoglie le informazioni riguardanti l'Amsterdamsche Football Club Ajax nelle competizioni ufficiali della stagione 1996-1997.

## Stagione
Questa stagione inizia senza Michael Reiziger ed Edgar Davids che passano al Milan, Nwankwo Kanu che va invece all'Inter, e anche senza Sonny Silooy e Finidi George. Avvenimento importante è però l'inaugurazione della nuova Amsterdam ArenA, che sostituisce il piccolo Stadion De Meer.
L'Ajax viene sconfitto 3-0 dal PSV nella Johan Cruijff Schaal, inoltre viene eliminato al primo turno nella KNVB beker dall'Heracles Almelo. In campionato arriva poi un quarto posto, undici punti dietro il PSV campione e dietro a Feyenoord e Twente.
Gli olandesi partecipano intanto alla UEFA Champions League: nella fase a gruppi si trovano con Auxerre, Rangers e di nuovo col Grasshoppers. Vincono entrambe le gare con gli scozzesi, ed ottengono una vittoria ed una sconfitta con le altre due squadre. Avanzano a pari punti coi francesi, ma al secondo posto, e nei quarti eliminano poi l'Atlético Madrid. In semifinale ritrovano la Juventus, già incontrata nella finale dell'anno precedente, e anche in questa occasione hanno la meglio i bianconeri, che vincono in entrambe le gare.
Ultima stagione per Louis van Gaal, che passa al Barcellona.

## Organigramma societario
Fonte
Area direttiva
- Presidente:  Michael van Praag
- Direttore finanziario:  Arie van Os
- Addetto stampa:  David Endt

Area tecnica
- Allenatore:  Louis van Gaal
- Allenatore in seconda:  Bobby Haarms
- Collaboratore tecnico:  Gerard van der Lem
- Preparatore dei portieri:  Frans Hoek
- Responsabile atletico:  László Jámbor
- Preparatore atletico:  René Wormhoudt
- Fisioterapista:  Pim van Dord

## Rosa
Fonte
| N. |                        | Ruolo | Calciatore             |
| -- | ---------------------- | ----- | ---------------------- |
| 1  | Paesi Bassi (bandiera) | P     | Edwin van der Sar      |
| 12 | Paesi Bassi (bandiera) | P     | Fred Grim              |
| 23 | Paesi Bassi (bandiera) | P     | Casper Nelis           |
| 2  | Paesi Bassi (bandiera) | D     | John Veldman           |
| 3  | Paesi Bassi (bandiera) | D     | Danny Blind            |
| 4  | Paesi Bassi (bandiera) | D     | Frank de Boer          |
| 5  | Paesi Bassi (bandiera) | D     | Winston Bogarde        |
| 20 | Brasile (bandiera)     | D     | Márcio Santos          |
| 29 | Paesi Bassi (bandiera) | D     | Mario Melchiot         |
| 30 | Paesi Bassi (bandiera) | D     | Menno Willems          |
| 32 | Paesi Bassi (bandiera) | D     | Arno Splinter          |
| 26 | Paesi Bassi (bandiera) | D     | Milan Berck Beelenkamp |
| 33 | Australia (bandiera)   | D     | Hayden Foxe            |
| 35 | Ghana (bandiera)       | D     | Kofi Mensah            |
| 6  | Paesi Bassi (bandiera) | C     | Ronald de Boer         |
| 8  | Paesi Bassi (bandiera) | C     | Richard Witschge       |

| N. |                        | Ruolo | Calciatore          |
| -- | ---------------------- | ----- | ------------------- |
| 14 | Paesi Bassi (bandiera) | C     | Martijn Reuser      |
| 16 | Paesi Bassi (bandiera) | C     | Nordin Wooter       |
| 17 | Argentina (bandiera)   | C     | Mariano Juan        |
| 18 | Paesi Bassi (bandiera) | C     | Kiki Musampa        |
| 19 | Paesi Bassi (bandiera) | C     | Arnold Scholten     |
| 21 | Portogallo (bandiera)  | C     | Dani                |
| 22 | Paesi Bassi (bandiera) | C     | Dave van den Bergh  |
| 24 | Paesi Bassi (bandiera) | C     | Elijah Louhenapessy |
| 7  | Nigeria (bandiera)     | A     | Tijjani Babangida   |
| 9  | Paesi Bassi (bandiera) | A     | Patrick Kluivert    |
| 10 | Finlandia (bandiera)   | A     | Jari Litmanen       |
| 11 | Paesi Bassi (bandiera) | A     | Marc Overmars       |
| 28 | Paesi Bassi (bandiera) | A     | Rody Turpijn        |
| 31 | Paesi Bassi (bandiera) | A     | Dennis Schulp       |
| 15 | Argentina (bandiera)   | A     | Iván Gabrich        |
| 27 | Paesi Bassi (bandiera) | A     | Peter Hoekstra      |

## Statistiche

### Statistiche di squadra
| Competizione          | Punti | Totale | Totale | Totale | Totale | Totale | Totale |
| Competizione          | Punti | G      | V      | N      | P      | Gf     | Gs     |
| --------------------- | ----- | ------ | ------ | ------ | ------ | ------ | ------ |
| Eredivisie            | 61    | 34     | 17     | 10     | 7      | 55     | 31     |
| KNVB beker            | -     | 1      | 0      | 0      | 1      | 0      | 1      |
| Johan Cruijff Schaal  | -     | 1      | 0      | 0      | 1      | 0      | 3      |
| UEFA Champions League | 12    | 10     | 5      | 1      | 4      | 14     | 13     |
| Totale                |       | 46     | 22     | 11     | 13     | 69     | 48     |

### Statistiche individuali
- Calciatore olandese dell'anno
  - Ronald de Boer
- Gouden Schoen
  - Danny Blind
- Portiere dell'anno
  - Edwin van der Sar